# Orell Füssli

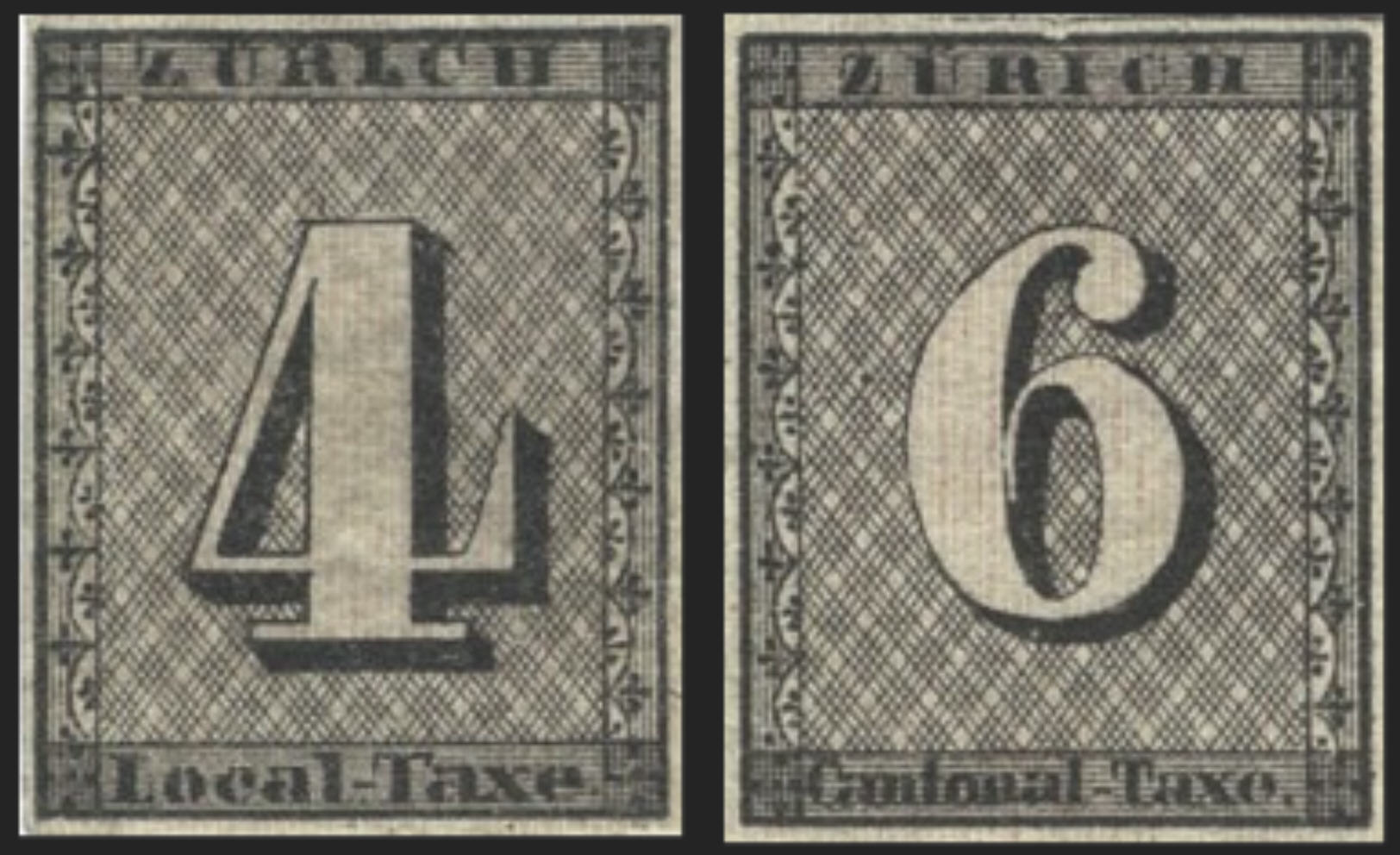
De "Zürich 4 en 6" (4 en 6 rappen), de eerste postzegels gedrukt door Orell Füssli & Cie in 1843

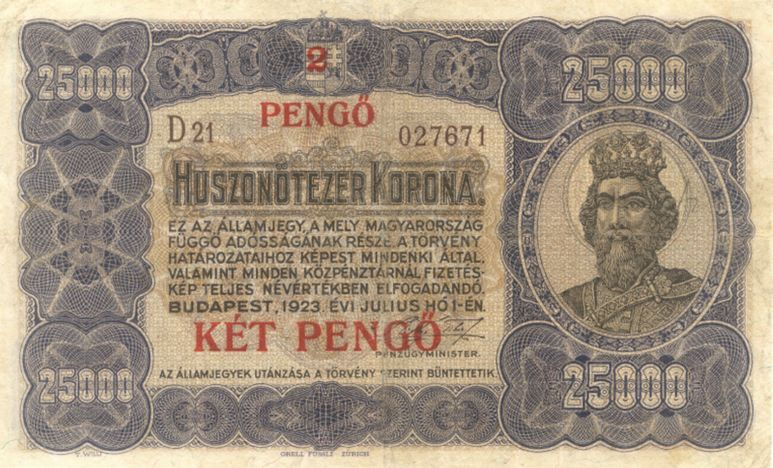
Een biljet van 25.000 korona (met opdruk in pengő) gedrukt door Orell Füssli voor het koninkrijk Hongarije

Orell Füssli Holding AG is een Zwitserse holding die een aantal bedrijven groepeert die actief zijn op het gebied van drukkerij, uitgeverij en boekhandel. De zetel van het bedrijf is in Zürich. De holding is gevormd in 1999 maar de geschiedenis van het bedrijf gaat terug tot 1519. Orell Füssli drukt onder meer de bankbiljetten voor de nationale bank van Zwitserland.

## Geschiedenis
In 1519 stichtte de Beierse immigrant Christoph Froschauer in Zürich een drukkerij, Offizin Froschauer, in opdracht van de stadsraad. Later kwam het bedrijf in het bezit van verschillende vooraanstaande families uit Zürich en veranderde het meermaals van naam:
- 1585: Offizin Fischer;
- 1591: Offizin Wolf;
- 1626: Offizin Bodmer;
- 1719: Heidegger & Rahn;
- 1728: Heidegger & Co.;
- 1766: Füssli & Co.

In 1735 nam Conrad Orell de Rordorfsche Druckerei over, die Conrad Orell & Cie. werd en in 1761 Orell, Gessner & Cie. In 1770 gingen de twee ondernemingen samen verder als Orell, Gessner, Füssli & Cie. Naast drukkerij werd het bedrijf ook een uitgeverij en boekhandel. In 1780 publiceerde het de eerste jaargang van de krant Neue Zürcher Zeitung; de krant werd in 1868 in een afzonderlijke onderneming afgesplitst. In 1798 veranderde de naam opnieuw in Orell Füssli & Cie.
In de 19e eeuw verlegde het bedrijf zijn focus van uitgeverij naar drukkerij. In 1827 drukte het de eerste waardepapieren en in 1843 de eerste postzegels op het Europese vasteland. De ontwikkeling van de fotochroomtechniek in de jaren 1880 was een belangrijke ontwikkeling in de drukwereld.
In 1890 werd de bedrijfsvorm veranderd in een Aktiengesellschaft (naamloze vennootschap).
Vanaf 1911 drukte Orell Füssli bankbiljetten voor de Zwitserse Nationale Bank. Het bedrijf drukt ook bankbiljetten voor andere landen.
In 1923 verhuisde het bedrijf zijn zetel naar het stadsdeel Wiedikon, dat in 1893 bij Zürich was ingedeeld. De uitgeverij kreeg in 1925 de naam Orell Füssli Verlag.
In 1974 veranderde de naam van het bedrijf in Orell Füssli Graphische Betrieben. In de jaren 1990 werd het bedrijf grondig geherstructureerd. De uitgeverij werd zelfstandig, en de cartografische afdeling Orell Füssli Kartographie werd door een management buy-out afgesplitst. De boekhandels werden ondergebracht in Orell Füssli Buchhandlungs AG, waarin de Duitse boekhandel Hugendubel voor 49% participeerde. De drukkerij specialiseerde zich in bankbiljetten, waardepapieren, identiteitsdocumenten en dergelijke en werd Orell Füssli Sicherheitsdruck AG; ander drukwerk werd aan Zurichsee Medien verkocht. In 1999 werd dan de holdingmaatschappij opgericht die de verschillende onderdelen van de groep overkoepelt.
In 2002 verwierf de Orell Füssli groep een meerderheidsaandeel in de Atlantic Zeiser Group AG uit Duitsland, die machines en systemen produceert voor digitaal drukken en coderen van bankbiljetten, paspoorten en andere beveiligde documenten.

## Structuur van de groep
De Orell Füssli Group bestaat in 2013 uit vier divisies:
- Atlantic Zeiser;
- Orell Füssli Sicherheitsdruck;
- Orell Füssli Buchhandel;
- Orell Füssli Verlagsgeschäfte: uitgeverijen van kinderboeken, schoolboeken, vakliteratuur en non-fictie; ook ansichtkaarten door Photoglob AG.